# Кирца (Сібіу)
Кирца (рум. Cârța) — село у повіті Сібіу в Румунії. Адміністративний центр комуни Кирца.
Село розташоване на відстані 192 км на північний захід від Бухареста, 32 км на схід від Сібіу, 132 км на південний схід від Клуж-Напоки, 82 км на захід від Брашова.

## Населення
За даними перепису населення 2002 року у селі проживали 915 осіб.
Національний склад населення села:
| Національність | Кількість осіб | Відсоток |
| -------------- | -------------- | -------- |
| румуни         | 816            | 89,2%    |
| цигани         | 42             | 4,6%     |
| німці          | 38             | 4,2%     |
| угорці         | 14             | 1,5%     |

Рідною мовою назвали:
| Мова      | Кількість осіб | Відсоток |
| --------- | -------------- | -------- |
| румунська | 820            | 89,6%    |
| циганська | 41             | 4,5%     |
| німецька  | 37             | 4,0%     |
| угорська  | 12             | 1,3%     |